# Live Peace in Toronto 1969
Live Peace in Toronto 1969 — концертный альбом Plastic Ono Band, вышедший в 1969 году на лейбле Apple Records.

## Об альбоме
Диск был записан на музыкальном фестивале в Торонто в 1969 году.
Альбом занял 10-е место в американском чарте Billboard 200.

## Список композиций
1. «Blue Suede Shoes» (Карл Перкинс) — 3:50
2. «Money (That’s What I Want)» (Брэдфорд/Горди) — 3:25
3. «Dizzy Miss Lizzy» (Ларри Уильямс) — 3:24
4. «Yer Blues» (Леннон — Маккартни) — 4:12
5. «Cold Turkey» (Джон Леннон) — 3:34
6. «Give Peace a Chance» (Леннон) — 3:41
7. «Don’t Worry Kyoko (Mummy’s Only Looking for Her Hand in the Snow)» (Йоко Оно) — 4:48
8. «John, John (Let’s Hope for Peace)» (Йоко Оно) — 12:38

## Участники записи
- Джон Леннон — электрогитара, вокал, фидбэк («Don’t Worry Kyoko»).
- Эрик Клэптон — электрогитара, вокал, фидбэк («Don’t Worry Kyoko»).
- Клаус Вурманн — бас-гитара, фидбэк («Don’t Worry Kyoko»).
- Йоко Оно — вокал
- Алан Уайт — ударные
- Ким Фоули — вступительный голос[2]